# TV3 (Norvegia)

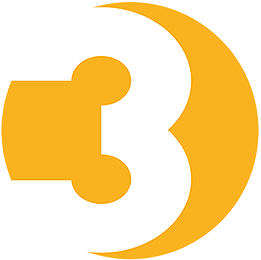
Logoul canalului TV3(2016)

TV3 Norvegia este o televiziune norvegiană privată deținută de compania Viasat, parte a grupului suedez Modern Times Group. Postul a devenit independent de televiziunea TV3, destinată inițial pentru Suedia și Norvegia, la începutul anilor '90. Spre deosebire de celelalte televiziuni norvegiene, programele postului sunt transmise din Londra, Marea Britanie, deși publicul țintă este reprezentat de telespectatorii norvegieni.